# Jacques Mélèse
Jacques Mélèse est un ingénieur et consultant français en analyse modulaire des systèmes, né le 3 février 1928 dans le 5e arrondissement de Paris et décédé le 25 novembre 1994 à Vaucresson.

## Biographie
Polytechnicien (promotion X1947), ingénieur des Manufactures de l'État, il a mené simultanément une carrière d'enseignant (notamment à l'université Paris-Dauphine) et de consultant. Après avoir été, dès 1955, un des pionniers de la recherche opérationnelle en France, il a été un des promoteurs de l'application de la pensée systémique aux organisations, qu'il a formalisée en 1971 sous le nom d'analyse modulaire des systèmes (AMS). 
Pour Jacques Mélèse, il n'y a pas de « voie royale » valable pour tous les cas : il faut élaborer une série de représentations de l'organisation, dans son environnement. Certaines de ces représentations doivent être globales, d'autres spécialisées et locales, certaines deviennent le support de modèles de simulation et d'évaluation, d'autres restent qualitatives.
L'AMS prend alors le relais, lorsque les choix de stratégie et de structure ont été arrêtés : elle permet de préciser les objectifs, les latitudes décisionnelles, les informations propres à chaque partie (ou module) du système et donc de ses échanges avec les autres modules et avec l'environnement.
L'AMS assure le passage du niveau stratégie et structure au niveau gestion, contrôle de gestion et système d'information. Ainsi, elle se présente comme une méthodologie de description de l'organisation que le manager peut utiliser pour comprendre et formuler les problèmes, qu'il s'agisse de structure, de gestion ou d'informatique.
Pour Mélèse, la  théorie générale des systèmes s'applique parfaitement bien à l'étude des organisations : « un système est un ensemble d'éléments en interaction, distinct de son environnement avec lequel il peut être en relation » ; il existe des systèmes biologiques (le corps humain), des systèmes physiques (le système solaire), des systèmes sociaux (une université). L'entreprise, en tant qu'organisme complexe composé de multiples parties connectées, en évolution permanente sous l'action de l'environnement et de ses dirigeants, est assimilable à un système.

## Liste succincte des publications
- Jacques Mélèse, La gestion par les systèmes : essai de praxéologie, Paris, Hommes et Techniques, 1968
- Jacques Mélèse, L'analyse modulaire des systèmes de gestion (AMS), Paris, Hommes et Techniques, 1972
- Jacques Mélèse, Approches systémiques des organisations, Paris, Hommes et Techniques, 1979